# Kult: Nostalgisk tillbakablick på en annan tid
Kult: Nostalgisk tillbakablick på en annan tid är en fackbok sammanställd av Janne Sundling som utgavs 2007. Boken är avsedd att handla om sånt den så kallade II B-generationen växte upp med under 1960–70-talet. Han försöker klargöra vad kult egentligen är och tar upp ämnen som musik, ungdomslitteratur, film och sport. Kända personer som omnämns är bland andra Hep Stars, Kalle Sändare, The Monkees, Clark Olofsson och Elvis Presley. Samtidigt återges en del av både Sveriges och andra länders historia – stora händelser, nya ord som dykt upp ett visst år, osv. Bland andra ämnen som tas upp kan nämnas bland annat björnklister, mellanöl, Tetra Pak, Puch Dakota och The Beatles-tuggummi.
Sundling skrev som sagt inte boken ensam. Gästskribenter var Lars Nylin, Anders Jonsson, Per Wikström, Niklas Lindstedt och Kalle Holmberg.